# エレーナ・デメンチェワ
エレーナ・ヴャチェスラヴォヴナ・デメンチェワ（ロシア語ラテン翻字: Elena Vyacheslavovna Dementieva, ロシア語:  Еле́на Вячесла́вовна Деме́нтьева, 1981年10月15日 - ）は、ロシア・モスクワ市出身の女子プロテニス選手。2008年の北京五輪で女子シングルスの金メダルを獲得した選手である。自己最高ランキングはシングルス3位、ダブルス5位。WTAツアーでシングルス16勝、ダブルス6勝を挙げた。デメンティエワと呼ばれることも多い。

## 来歴
デメンチェワはモスクワ市内にある名門クラブ「スパルタクラブ」で、アンナ・クルニコワやアナスタシア・ミスキナと幼なじみだった（3人とも同じ年である）。1998年8月にプロ転向。1999年から女子国別対抗戦・フェドカップのロシア代表選手になる。2000年夏から頭角を現し、全米オープンで初のベスト4に進出する。同年のシドニー五輪で銀メダルを獲得した時は、決勝でビーナス・ウィリアムズに 2-6, 4-6 で敗れた。この活躍により、デメンチェワは2000年度WTAアワードの「最も進歩した選手賞」を受賞した。
2002年、デメンチェワはダブルスでツアー年間3勝を遂げ、ヤネッテ・フサロバ（スロバキア）とのコンビで多くの好成績を出した。デメンチェワとフサロワは2002年全米オープンの準優勝ペアになり、女子ツアー年間最終戦「WTAツアー選手権」のダブルス部門で優勝した。シングルスではしばらく足踏みが続いたデメンチェワだが、シドニー五輪銀メダルから3年後、2003年4月に女子ツアーでシングルス初優勝を果たす。2003年ウィンブルドンでは、デメンチェワは同じロシアのリナ・クラスノルツカヤとペアを組んだ女子ダブルスで活躍した。2人のペアは3回戦でビーナスとセリーナのウィリアムズ姉妹ペアを破り、第1シードのビルヒニア・ルアノ・パスクアル&パオラ・スアレス組との準決勝まで進出した。
2004年、デメンチェワは全仏オープンと全米オープンの2大会で準優勝した。どちらも「ロシア対決」の決勝戦になったが、前者はアナスタシア・ミスキナに 1-6, 2-6 で敗れ、後者はスベトラーナ・クズネツォワに 3-6, 5-7 で敗れている。2005年は全米オープンの女子ダブルスで、フラビア・ペンネッタ（イタリア）とペアを組んだ準優勝がある。デメンチェワは2004年・2005年とフェドカップのロシア・チーム2連覇に貢献した。

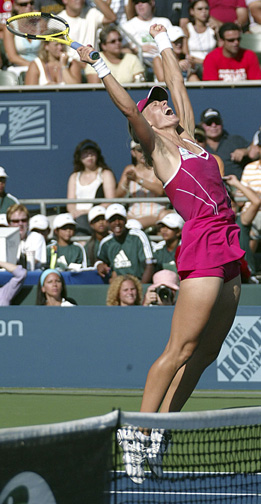
2006年ロサンゼルス大会優勝

2006年2月5日、デメンチェワは日本の「東レ パン・パシフィック・オープン・テニストーナメント」決勝戦で、当年度から現役復帰を果たした元世界ランキング1位のマルチナ・ヒンギスを 6-2, 6-0 で破って初優勝した。2002年10月にヒンギスはドイツ・フィルダーシュタットの「ポルシェ・テニス・グランプリ」2回戦敗退を最後にテニス界から退いたが、その時の対戦相手がこのデメンチェワであった。（当時のスコア：デメンチェワの 6-3, 6-1）この年の4大大会では、ウィンブルドンで初めてのベスト8進出があった。準々決勝ではウィンブルドンを得意とするマリア・シャラポワに 1-6, 4-6 で敗れた。8月第2週にアメリカ・ロサンゼルス大会で優勝し、年間2勝目を挙げる。決勝戦ではセルビアのエレナ・ヤンコビッチに 6-3, 4-6, 6-4 で競り勝った。
2008年、デメンチェワはウィンブルドンで初のベスト4に進出した。準々決勝で同じロシアのナディア・ペトロワと対戦した時は、第2セットでデメンチェワが 6-1, 5-1 とリードした場面からペトロワに追いつかれたが、最後は 6-1, 6-7, 6-3 で試合を締めた。初進出の準決勝では、大会前年度優勝者のビーナス・ウィリアムズに 1-6, 6-7 で敗れた。8月の北京五輪で、デメンチェワは女子シングルスの金メダルを獲得した。V・ウィリアムズに敗れたシドニー五輪から8年の歳月を経て、2大会ぶり2度目のオリンピック女子シングルス決勝戦に進み、同じロシアのディナラ・サフィナに 3-6, 7-5, 6-3 で逆転勝ちを収めた。このオリンピックでは、女子シングルスの銅メダルをベラ・ズボナレワが獲得し、3つのメダルすべてをロシア勢が独占した。

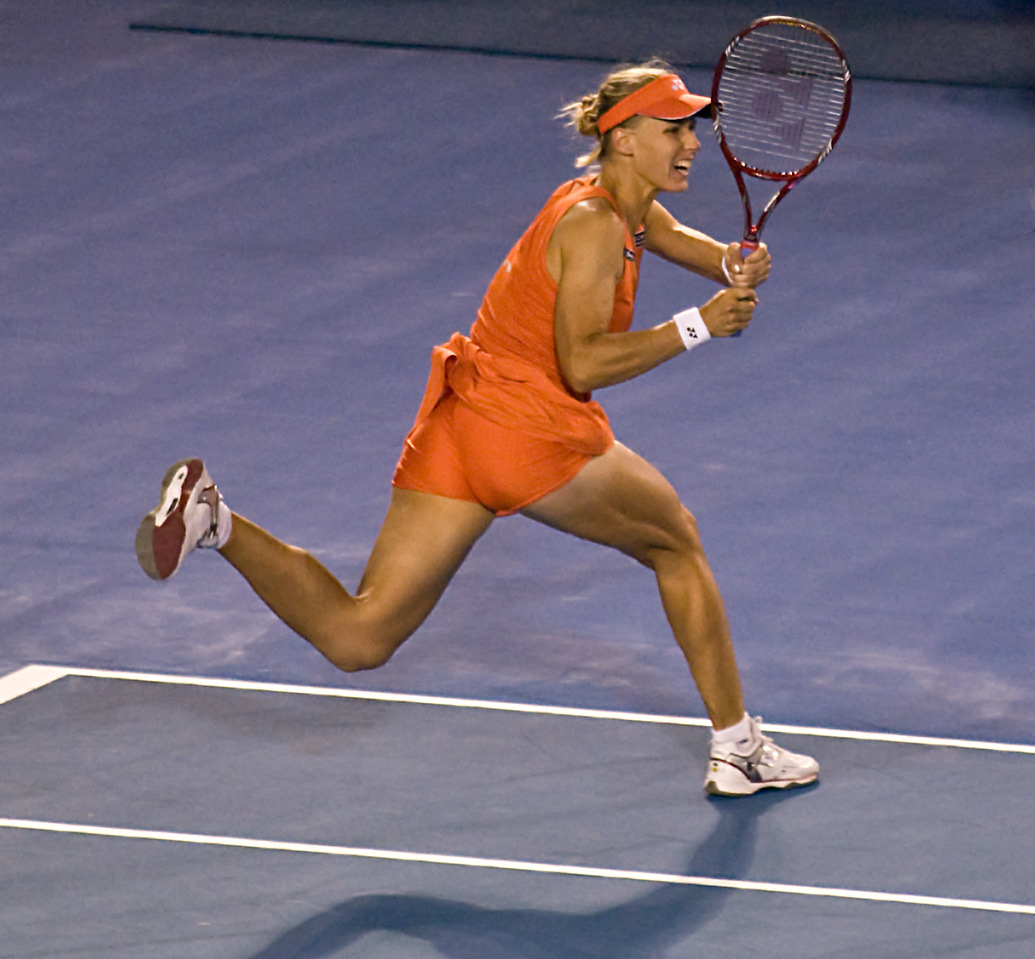
2009年全豪オープンにて

2009年は全豪オープンとウィンブルドンでベスト4に進出した。準決勝で優勝したセリーナ・ウィリアムズに敗れている。
2010年全仏オープン準決勝のフランチェスカ・スキアボーネ（イタリア）との試合では脹脛の痛みにより途中棄権し、ウィンブルドンを欠場することになった。1999年の全豪オープンで4大大会に初出場してから、46大会連続で出場してきたデメンチェワにとって初めての欠場であった。10月の東レ パン・パシフィック・オープン・テニストーナメントではデメンチェワは決勝に進出したが、第1シードのキャロライン・ウォズニアッキ（デンマーク）に 6-1, 2-6, 3-6, で逆転負けして、4年ぶりの優勝はならなかった。
同年10月、カタール・ドーハで行われたWTAツアー選手権では、サマンサ・ストーサーに逆転勝利を収めるものの、ウォズニアッキ、スキアボーネに敗れ、ラウンドロビン敗退に終わった。そして、10月29日のラウンドロビン、スキアボーネ戦の後、2010年限りでの現役引退を発表した。最終ランキングは9位で世界ランキングトップ10のままで現役を引退する8人目の選手となった。
デメンチェワは2011年7月16日にアイスホッケー選手のマキシム・アフィノゲノフと結婚している。2014年4月に第1子の長女を出産した。

## WTAツアー決勝進出結果

### シングルス: 32回 (16勝16敗)
| 大会グレード          | 大会グレード                 |
| 2008年以前            | 2009年以後                   |
| --------------------- | ---------------------------- |
| グランドスラム (0–2)  |                              |
| オリンピック (1–1)    |                              |
| WTAファイナルズ (0–0) |                              |
| ティア I (2-6)        | プレミア・マンダトリー (0-0) |
| ティア I (2-6)        | プレミア5 (1-1)              |
| ティア II (4-1)       | プレミア (3-1)               |
| ティア III (4-3)      | インターナショナル (1-1)     |
| ティア IV ＆ V (0–0)  | インターナショナル (1-1)     |

| 結果   | No. | 決勝日         | 大会                 | サーフェス        | 対戦相手                         | スコア               |
| ------ | --- | -------------- | -------------------- | ----------------- | -------------------------------- | -------------------- |
| 準優勝 | 1.  | 2000年10月1日  | シドニー五輪         | ハード            | ビーナス・ウィリアムズ           | 2–6, 4–6             |
| 準優勝 | 2.  | 2001年3月4日   | アカプルコ           | クレー            | アマンダ・クッツァー             | 6–2, 1–6, 2–6        |
| 準優勝 | 3.  | 2001年10月7日  | モスクワ             | カーペット (室内) | エレナ・ドキッチ                 | 3–6, 3–6             |
| 準優勝 | 4.  | 2002年6月22日  | スヘルトーヘンボス   | 芝                | エレニ・ダニリドゥ               | 6–3, 2–6, 3–6        |
| 優勝   | 1.  | 2003年4月14日  | アメリアアイランド   | クレー            | リンゼイ・ダベンポート           | 4–6, 7–5, 6–3        |
| 優勝   | 2.  | 2003年9月14日  | バリ                 | ハード            | チャンダ・ルビン                 | 6–2, 6–1             |
| 優勝   | 3.  | 2003年9月21日  | 上海                 | ハード            | チャンダ・ルビン                 | 6–3, 7–6(6)          |
| 準優勝 | 5.  | 2004年4月4日   | マイアミ             | ハード            | セリーナ・ウィリアムズ           | 1–6, 1–6             |
| 準優勝 | 6.  | 2004年6月3日   | 全仏オープン         | クレー            | アナスタシア・ミスキナ           | 1–6, 2–6             |
| 準優勝 | 7.  | 2004年9月11日  | 全米オープン         | ハード            | スベトラーナ・クズネツォワ       | 3–6, 5–7             |
| 優勝   | 4.  | 2004年9月27日  | ハッセルト           | ハード (室内)     | エレーナ・ボビナ                 | 0–6, 6–0, 6–4        |
| 準優勝 | 8.  | 2004年10月17日 | モスクワ             | カーペット (室内) | アナスタシア・ミスキナ           | 5–7, 0–6             |
| 準優勝 | 9.  | 2005年4月17日  | チャールストン       | クレー            | ジュスティーヌ・エナン＝アーデン | 5–7, 4–6             |
| 準優勝 | 10. | 2005年11月6日  | フィラデルフィア     | ハード (室内)     | アメリ・モレスモ                 | 5–7, 6–2, 5–7        |
| 優勝   | 5.  | 2006年2月5日   | 東京                 | カーペット (室内) | マルチナ・ヒンギス               | 6–2, 6–0             |
| 準優勝 | 11. | 2006年3月18日  | インディアンウェルズ | ハード            | マリア・シャラポワ               | 1–6, 2–6             |
| 優勝   | 6.  | 2006年8月13日  | ロサンゼルス         | ハード            | エレナ・ヤンコビッチ             | 6–3, 4–6, 6–4        |
| 優勝   | 7.  | 2007年5月26日  | イスタンブール       | クレー            | アラバン・レザイ                 | 7–6(5), 3–0 途中棄権 |
| 優勝   | 8.  | 2007年10月14日 | モスクワ             | カーペット (室内) | セリーナ・ウィリアムズ           | 5–7, 6–1, 6–1        |
| 優勝   | 9.  | 2008年3月1日   | ドバイ               | ハード            | スベトラーナ・クズネツォワ       | 4–6, 6–3, 6–2        |
| 準優勝 | 12. | 2008年5月11日  | ベルリン             | クレー            | ディナラ・サフィナ               | 6–3, 2–6, 2–6        |
| 準優勝 | 13. | 2008年5月19日  | イスタンブール       | クレー            | アグニエシュカ・ラドワンスカ     | 3–6, 2–6             |
| 優勝   | 10. | 2008年8月17日  | 北京五輪             | ハード            | ディナラ・サフィナ               | 3–6, 7–5, 6–3        |
| 優勝   | 11. | 2008年10月26日 | ルクセンブルク       | ハード (室内)     | キャロライン・ウォズニアッキ     | 2–6, 6–4, 7–6(4)     |
| 優勝   | 12. | 2009年1月10日  | オークランド         | ハード            | エレーナ・ベスニナ               | 6–4, 6–1             |
| 優勝   | 13. | 2009年1月16日  | シドニー             | ハード            | ディナラ・サフィナ               | 6–3, 2–6, 6–1        |
| 準優勝 | 14. | 2009年2月15日  | パリ                 | ハード (室内)     | アメリ・モレスモ                 | 6–7(7), 6–2, 4–6     |
| 優勝   | 14. | 2009年8月23日  | トロント             | ハード            | マリア・シャラポワ               | 6–4, 6–3             |
| 優勝   | 15. | 2010年1月15日  | シドニー             | ハード            | セリーナ・ウィリアムズ           | 6–3, 6–2             |
| 優勝   | 16. | 2010年2月14日  | パリ                 | ハード (室内)     | ルーシー・サファロバ             | 6–7(5), 6–1, 6–4     |
| 準優勝 | 15. | 2010年2月28日  | クアラルンプール     | ハード            | アリサ・クレイバノワ             | 3–6, 2–6             |
| 準優勝 | 16. | 2010年10月2日  | 東京                 | ハード            | キャロライン・ウォズニアッキ     | 6–1, 2–6, 3–6        |

### ダブルス: 13回 (6勝7敗)
| 結果   | No. | 決勝日         | 大会                 | サーフェス        | パートナー             | 対戦相手                                                | スコア           |
| ------ | --- | -------------- | -------------------- | ----------------- | ---------------------- | ------------------------------------------------------- | ---------------- |
| 準優勝 | 1.  | 2001年10月7日  | モスクワ             | カーペット (室内) | リナ・クラスノルツカヤ | アンナ・クルニコワ マルチナ・ヒンギス                   | 6–7(1), 3–6      |
| 準優勝 | 2.  | 2002年2月4日   | パリ                 | カーペット (室内) | ヤネッテ・フサロバ     | ナタリー・ドシー メイレン・ツー                         | 不戦敗           |
| 準優勝 | 3.  | 2002年3月4日   | インディアンウェルズ | ハード            | ヤネッテ・フサロバ     | リサ・レイモンド レネ・スタブス                         | 5–7, 0–6         |
| 優勝   | 1.  | 2002年5月12日  | ベルリン             | クレー            | ヤネッテ・フサロバ     | ダニエラ・ハンチュコバ アランチャ・サンチェス・ビカリオ | 0–6, 7–6(3), 6–2 |
| 優勝   | 2.  | 2002年8月4日   | サンディエゴ         | ハード            | ヤネッテ・フサロバ     | ダニエラ・ハンチュコバ 杉山愛                           | 6–2, 6–4         |
| 準優勝 | 4.  | 2002年8月26日  | 全米オープン         | ハード            | ヤネッテ・フサロバ     | ビルヒニア・ルアノ・パスクアル パオラ・スアレス         | 2–6, 1–6         |
| 優勝   | 3.  | 2002年10月6日  | モスクワ             | カーペット (室内) | ヤネッテ・フサロバ     | エレナ・ドキッチ ナディア・ペトロワ                     | 2–6, 6–3, 7–6(7) |
| 優勝   | 4.  | 2002年11月11日 | ロサンゼルス         | カーペット (室内) | ヤネッテ・フサロバ     | カーラ・ブラック エレーナ・リホフツェワ                 | 4–6, 6–4, 6–3    |
| 優勝   | 5.  | 2003年6月21日  | スヘルトーヘンボス   | 芝                | リナ・クラスノルツカヤ | ナディア・ペトロワ マリー・ピエルス                     | 2–6, 6–3, 6–4    |
| 準優勝 | 5.  | 2005年1月10日  | シドニー             | ハード            | 杉山愛                 | ブリアン・スチュアート サマンサ・ストーサー             | 不戦敗           |
| 優勝   | 6.  | 2005年8月14日  | ロサンゼルス         | ハード            | フラビア・ペンネッタ   | ベサニー・マテック アンジェラ・ヘインズ                 | 6–2, 6–4         |
| 準優勝 | 6.  | 2005年9月10日  | 全米オープン         | ハード            | フラビア・ペンネッタ   | リサ・レイモンド サマンサ・ストーサー                   | 2–6, 7–5, 3–6    |
| 準優勝 | 7.  | 2006年5月8日   | ベルリン             | クレー            | フラビア・ペンネッタ   | 晏紫 鄭潔                                               | 2–6, 3–6         |

## 4大大会シングルス成績
略語の説明
| W | F | SF | QF | #R | RR | Q# | LQ | A | Z# | PO | G | S | B | NMS | P | NH |

W=優勝, F=準優勝, SF=ベスト4, QF=ベスト8, #R=#回戦敗退, RR=ラウンドロビン敗退, Q#=予選#回戦敗退, LQ=予選敗退, A=大会不参加, Z#=デビスカップ/BJKカップ地域ゾーン, PO=デビスカップ/BJKカッププレーオフ, G=オリンピック金メダル, S=オリンピック銀メダル, B=オリンピック銅メダル, NMS=マスターズシリーズから降格, P=開催延期, NH=開催なし.
| 大会           | 1998 | 1999 | 2000 | 2001 | 2002 | 2003 | 2004 | 2005 | 2006 | 2007 | 2008 | 2009 | 2010 | 通算成績 |
| -------------- | ---- | ---- | ---- | ---- | ---- | ---- | ---- | ---- | ---- | ---- | ---- | ---- | ---- | -------- |
| 全豪オープン   | A    | 2R   | 3R   | 3R   | 4R   | 1R   | 1R   | 4R   | 1R   | 4R   | 4R   | SF   | 2R   | 23–12    |
| 全仏オープン   | A    | 2R   | 2R   | 2R   | 4R   | 1R   | F    | 4R   | 3R   | 3R   | QF   | 3R   | SF   | 30–11    |
| ウィンブルドン | A    | 1R   | 1R   | 3R   | 4R   | 4R   | 1R   | 4R   | QF   | 3R   | SF   | SF   | A    | 27–11    |
| 全米オープン   | LQ   | 3R   | SF   | 4R   | 2R   | 4R   | F    | SF   | QF   | 3R   | SF   | 2R   | 4R   | 39–12    |

※: 2000年全仏の不戦敗と2004年全米3回戦の不戦勝は通算成績に含まない